# World Series of Darts 2020
Die World Series of Darts 2020 war eine Serie von Einladungsturnieren der Professional Darts Corporation (PDC). Nach ursprünglich sechs angesetzten Turnieren kam es aufgrund der COVID-19-Pandemie zu mehreren Verschiebungen, sodass nur die World Series of Darts Finals in diesem Jahr ausgetragen wurden.

## Format
Da keine World Series of Darts-Events stattfanden, wurde ein besonderes Qualifikationssystem genutzt (siehe: World Series of Darts Finals 2020#Qualifikation).

## Spielorte
Die achte World Series of Darts wurde nur in Österreich ausgetragen. Zusätzlich waren Turniere in Dänemark, den Vereinigten Staaten, Australien und Neuseeland geplant.
| Wollongong |

| Townsville |

| Hamilton |

| Kopenhagen |

| Salzburg |

| New York City |

## Ergebnisse
| Nr. | Datum             | Event                         | Austragungsort                                             | Sieger                        | Ergebnis                      | Finalist                      |
| --- | ----------------- | ----------------------------- | ---------------------------------------------------------- | ----------------------------- | ----------------------------- | ----------------------------- |
| 1   | 5.–6. Juni        | U.S. Darts Masters            | New York City, Hulu Theatre                                | Abgesagt, verschoben auf 2021 | Abgesagt, verschoben auf 2021 | Abgesagt, verschoben auf 2021 |
| 2   | 12.–13. Juni      | Nordic Darts Masters          | Kopenhagen, Forum Kopenhagen                               | Abgesagt, verschoben auf 2021 | Abgesagt, verschoben auf 2021 | Abgesagt, verschoben auf 2021 |
| 3   | 14.–15. August    | New South Wales Darts Masters | Wollongong, WIN Entertainment Centre                       | Abgesagt, verschoben auf 2021 | Abgesagt, verschoben auf 2021 | Abgesagt, verschoben auf 2021 |
| 4   | 21.–22. August    | NZ Darts Masters              | Hamilton, Claudelands Arena                                | Abgesagt, verschoben auf 2021 | Abgesagt, verschoben auf 2021 | Abgesagt, verschoben auf 2021 |
| 5   | 28.–29. August    | Queensland Darts Masters      | Townsville, Townsville Entertainment and Convention Centre | Abgesagt, verschoben auf 2021 | Abgesagt, verschoben auf 2021 | Abgesagt, verschoben auf 2021 |
| 1   | 18.–20. September | World Series of Darts Finals  | Salzburg, Salzburgarena                                    | Gerwyn Price                  | 11 : 9                        | Rob Cross                     |

## Übertragung
Im deutschsprachigen Raum wurden die Veranstaltungen nicht im TV ausgestrahlt. Zu sehen aber auf dem Streaming-Dienst DAZN.
International wurden alle Spiele durch die PDC auf livepdc.tv übertragen.